# Purnia (stad)
Purnia, of Purnea, is een stad in de Indiase staat Bihar. Purnia is de hoofdstad van het gelijknamige district. De stad ligt zo'n 35 km ten noorden van de Ganges en zo'n 230 km ten oosten van Patna, de hoofdstad van Bihar. De stad ligt zo'n 70 km van de noordelijke grens van India met Nepal en 65 km van de oostelijke grens met Bangladesh. Purnia is de op vijf na grootste stad van de staat Bihar, met bij de census van 2011 282.248 inwoners.
Purnia is een landbouwcentrum. De omliggende uiterst vruchtbare gronden, bevloeid door de ligging in de grote bocht van de Koshi en in de valleivlakte van de Ganges bieden de mogelijkheid tot rijstcultivatie met rijstvelden, maar ook onder meer aardappels, tarwe, kikkererwten, chilipepers, maïs, gerst, suikerriet, mungbonen en tabak te verbouwen.
Er wordt ook jute verwerkt en Purnia was een centrum van de productie van juteweefsel, maar hiervan is een afnemende vraag.

## Demografie
Volgens de Indiase volkstelling van 2011 wonen er 282.248 mensen in Purnia, waarvan 52,5% mannelijk en 47,5% vrouwelijk is. De plaats heeft een alfabetiseringsgraad van 73% (78% bij mannen, 68% bij vrouwen).